# National Football Conference

Logo da NFC.

A National Football Conference (NFC) é uma das duas conferências da National Football League. A conferência foi criada em 1970, quando houve a fusão das ligas NFL e AFL. A NFC era composta por treze das dezesseis equipes da NFL existentes na época — as três outras foram colocadas na AFC. Desde então, três novas equipes se integraram, por meio de expansão e mudanças nas divisões, sendo que atualmente a NFC é composta por dezesseis equipes.
Estas dezesseis equipes estão divididas em quatro divisões (North, South, East e West) com quatro equipes cada.
No final da temporada regular, as quatro equipes líderes de sua divisão classificam-se para os playoffs da NFC junto com as outras duas equipes de melhor campanha de quaisquer divisões, os wild cards (repescagem), até que o vencedor da NFC receba o Troféu George Halas, como campeão da conferência. Então esta equipe irá para o Super Bowl, representando a NFC contra o campeão da AFC.

## Times
| Divisão | Time                  | Cidade              | Estádio                 |
| ------- | --------------------- | ------------------- | ----------------------- |
| East    | Dallas Cowboys        | Arlington, TX       | AT&T Stadium            |
| East    | New York Giants       | East Rutherford, NJ | MetLife Stadium         |
| East    | Philadelphia Eagles   | Filadélfia, PA      | Lincoln Financial Field |
| East    | Washington Commanders‎ | Landover, MD        | Northwest Stadium       |
| North   | Chicago Bears         | Chicago, IL         | Soldier Field           |
| North   | Detroit Lions         | Detroit, MI         | Ford Field              |
| North   | Green Bay Packers     | Green Bay, WI       | Lambeau Field           |
| North   | Minnesota Vikings     | Minneapolis, MN     | U.S. Bank Stadium       |
| South   | Atlanta Falcons       | Atlanta, GA         | Mercedes-Benz Stadium   |
| South   | Carolina Panthers     | Charlotte, NC       | Bank of America Stadium |
| South   | New Orleans Saints    | New Orleans, LA     | Mercedes-Benz Superdome |
| South   | Tampa Bay Buccaneers  | Tampa, FL           | Raymond James Stadium   |
| West    | Arizona Cardinals     | Glendale, AZ        | State Farm Stadium      |
| West    | Los Angeles Rams      | Inglewood, CA       | SoFi Stadium            |
| West    | San Francisco 49ers   | São Francisco, CA   | Levis's Stadium         |
| West    | Seattle Seahawks      | Seattle, WA         | CenturyLink Field       |

## Temporadas
| Temporada | Vencedor                 | Placar | Perdedor             | Local                        | Estádio                       |
| --------- | ------------------------ | ------ | -------------------- | ---------------------------- | ----------------------------- |
| 1970–71   | Dallas Cowboys (1)       | 17-10  | San Francisco 49ers  | São Francisco, CA            | Kezar Stadium                 |
| 1971–72   | Dallas Cowboys (2)       | 14-3   | San Francisco 49ers  | Irving, TX                   | Texas Stadium                 |
| 1972–73   | Washington Redskins (1)  | 26-3   | Dallas Cowboys       | Washington, D.C.             | RFK Stadium                   |
| 1973–74   | Minnesota Vikings (1)    | 27-10  | Dallas Cowboys       | Irving, TX                   | Texas Stadium                 |
| 1974–75   | Minnesota Vikings (2)    | 14-10  | Los Angeles Rams     | Bloomington, MN              | Metropolitan Stadium          |
| 1975–76   | Dallas Cowboys (3)       | 37-7   | Los Angeles Rams     | Los Angeles, California      | Los Angeles Memorial Coliseum |
| 1976–77   | Minnesota Vikings (3)    | 24-13  | Los Angeles Rams     | Bloomington, MN              | Metropolitan Stadium          |
| 1977–78   | Dallas Cowboys (4)       | 23-6   | Minnesota Vikings    | Irving, TX                   | Texas Stadium                 |
| 1978–79   | Dallas Cowboys (5)       | 28-0   | Los Angeles Rams     | Los Angeles, Califórnia      | Los Angeles Memorial Coliseum |
| 1979–80   | Los Angeles Rams (1)     | 9-0    | Tampa Bay Buccaneers | Tampa, Flórida               | Tampa Stadium                 |
| 1980–81   | Philadelphia Eagles (1)  | 20-7   | Dallas Cowboys       | Filadélfia, PA               | Veterans Stadium              |
| 1981–82   | San Francisco 49ers (1)  | 28-27  | Dallas Cowboys       | São Francisco, CA            | Candlestick Park              |
| 1982–83   | Washington Redskins (2)  | 31-17  | Dallas Cowboys       | Washington, DC               | RFK Stadium                   |
| 1983–84   | Washington Redskins (3)  | 24-21  | San Francisco 49ers  | Washington, DC               | RFK Stadium                   |
| 1984–85   | San Francisco 49ers (2)  | 23-0   | Chicago Bears        | São Francisco, CA            | Candlestick Park              |
| 1985–86   | Chicago Bears (1)        | 24-0   | Los Angeles Rams     | Chicago, IL                  | Soldier Field                 |
| 1986–87   | New York Giants (1)      | 17-0   | Washington Redskins  | East Rutherford, NJ          | Giants Stadium                |
| 1987–88   | Washington Redskins (4)  | 17-10  | Minnesota Vikings    | Washington, DC               | RFK Stadium                   |
| 1988–89   | San Francisco 49ers (3)  | 28-3   | Chicago Bears        | Chicago, IL                  | Soldier Field                 |
| 1989–90   | San Francisco 49ers (4)  | 30-3   | Los Angeles Rams     | São Francisco, CA            | Candlestick Park              |
| 1990–91   | New York Giants (2)      | 15-13  | San Francisco 49ers  | São Francisco, CA            | Candlestick Park              |
| 1991–92   | Washington Redskins (5)  | 41-10  | Detroit Lions        | Washington, DC               | RFK Stadium                   |
| 1992–93   | Dallas Cowboys (6)       | 30-20  | San Francisco 49ers  | São Francisco, CA            | Candlestick Park              |
| 1993–94   | Dallas Cowboys (7)       | 38-21  | San Francisco 49ers  | Irving, TX                   | Texas Stadium                 |
| 1994–95   | San Francisco 49ers (5)  | 38-28  | Dallas Cowboys       | São Francisco, CA            | Candlestick Park              |
| 1995–96   | Dallas Cowboys (8)       | 38-27  | Green Bay Packers    | Irving, TX                   | Texas Stadium                 |
| 1996–97   | Green Bay Packers (1)    | 30-13  | Carolina Panthers    | Green Bay, WI                | Lambeau Field                 |
| 1997–98   | Green Bay Packers (2)    | 23-10  | San Francisco 49ers  | São Francisco, CA            | Candlestick Park              |
| 1998–99   | Atlanta Falcons (1)      | 30-27  | Minnesota Vikings    | Minneapolis, MN              | Hubert H. Humphrey Metrodome  |
| 1999–00   | St. Louis Rams (2)       | 11-6   | Tampa Bay Buccaneers | St. Louis, MO                | Edward Jones Dome             |
| 2000–01   | New York Giants (3)      | 41-0   | Minnesota Vikings    | East Rutherford, NJ          | Giants Stadium                |
| 2001–02   | St. Louis Rams (3)       | 29-24  | Philadelphia Eagles  | St. Louis, MO                | Edward Jones Dome             |
| 2002–03   | Tampa Bay Buccaneers (1) | 27-10  | Philadelphia Eagles  | Filadélfia, PA               | Veterans Stadium              |
| 2003–04   | Carolina Panthers (1)    | 14-3   | Philadelphia Eagles  | Filadélfia, PA               | Lincoln Financial Field       |
| 2004–05   | Philadelphia Eagles (2)  | 27-10  | Atlanta Falcons      | Filadélfia, PA               | Lincoln Financial Field       |
| 2005–06   | Seattle Seahawks (1)     | 34-14  | Carolina Panthers    | Seattle, WA                  | Qwest Field                   |
| 2006–07   | Chicago Bears (2)        | 39-14  | New Orleans Saints   | Chicago, IL                  | Soldier Field                 |
| 2007–08   | New York Giants (4)      | 23-20  | Green Bay Packers    | Green Bay, WI                | Lambeau Field                 |
| 2008–09   | Arizona Cardinals (1)    | 32-25  | Philadelphia Eagles  | Glendale, AZ                 | University of Phoenix Stadium |
| 2009–10   | New Orleans Saints (1)   | 31-28  | Minnesota Vikings    | Nova Orleães, LA             | Louisiana Superdome           |
| 2010–11   | Green Bay Packers (3)    | 21-14  | Chicago Bears        | Chicago, IL                  | Soldier Field                 |
| 2011–12   | New York Giants (5)      | 20-17  | San Francisco 49ers  | San Francisco, CA            | Candlestick Park              |
| 2012–13   | San Francisco 49ers (6)  | 28-24  | Atlanta Falcons      | Atlanta, Geórgia             | Georgia Dome                  |
| 2013–14   | Seattle Seahawks (2)     | 23-17  | San Francisco 49ers  | Seattle, Washington          | CenturyLink Field             |
| 2014–15   | Seattle Seahawks (3)     | 28-22  | Green Bay Packers    | Seattle, Washington          | CenturyLink Field             |
| 2015–16   | Carolina Panthers (2)    | 49-15  | Arizona Cardinals    | Charlotte, Carolina do Norte | Bank of America Stadium       |
| 2016–17   | Atlanta Falcons (2)      | 44-21  | Green Bay Packers    | Atlanta, Geórgia             | Georgia Dome                  |
| 2017–18   | Philadelphia Eagles (4)  | 38-7   | Minnesota Vikings    | Filadélfia, PA               | Lincoln Financial Field       |
| 2018–19   | Los Angeles Rams (6)     | 26-23  | New Orleans Saints   | Nova Orleães, LA             | Mercedes-Benz Superdome       |
| 2019–20   | San Francisco 49ers (7)  | 37-20  | Green Bay Packers    | Santa Clara, CA              | Levi's Stadium                |
| 2020–21   | Tampa Bay Buccaneers (2) | 31-26  | Green Bay Packers    | Tampa, FL                    | Raymond James Stadium         |
| 2021-22   | Los Angeles Rams (7)     | 20-17  | San Francisco 49ers  | Los Angeles, CA              | SoFi Stadium                  |
| 2022-23   | Philadelphia Eagles (5)  | 31-7   | San Francisco 49ers  | Filadélfia, PA               | Lincoln Financial Field       |